# Brahmaputra
Brahmaputra (asamsko ব্ৰহ্মপুত্ৰ Brôhmôputrô, bengalsko ব্রহ্মপুত্র Bromhoputro, hindijsko ब्रम्हपुत्र Bramhaputra) je 3848 km dolga reka, ki izvira in teče po ozemlju Kitajske (od tega le po Avtonomni regiji Tibet), Indije in Bangladeša. Na tibetanski strani se Brahmaputra imenuje Yarlung Tsangpo.

## Opis
Na potek toka Brahmaputre močno vpliva gorovje Himalaja, saj reka teče vzporedno z njenim grebenom na severni strani v dolžini 1200 km, po sorazmerno uravnani široki dolini v Tibetu na višini okoli 4000 m. Pri vzhodnohimalajski gori Namče Barva (7782 m), okoli katere naredi oster podkvasti ovinek, vstopi Brahmaputra (še vedno na višini 3200 m, s čimer je to največja reka nad 3000 m na svetu) v sotesko, ki je z 241 km med najdaljšimi ter z 5382 m med najglobjimi na svetu (je skoraj trikrat globlja kot Veliki kanjon reke Corolado v ZDA), obenem pa je to soteska z največjim relativnim padcem reke na svetu, saj se reka spusti za 2950 m. Soteska Yarlung Tsangpo je tako neprehodna, da do leta 1913 niso vedeli, da sta zgornji tok reke Yarlung Tsangpo in spodnji tok reke Brahmaputra ista reka.
Reka Brahmaputra izvira v jugozahodnem delu Tibetanske visoke planote iz ledenika Angsi na nadmorski višini 4800 m, ki se nahaja na severni strani Himalaje v provinci Burang in ne iz ledenika Jima Yangzong, kar je bila teza geografa Swamija Pranavananda iz leta 1930. Njena dolžina 3848 km in prispevno območje 712.035 km² so posledica zadnjih ugotovitev Liu Shaochuang, raziskovalke na Inštitutu za daljinsko zaznavo Kitajske akademije znanosti (CAS) po analizi iz ekspedicije in satelitskih posnetkov. 
Teče po rodovitni dolini vse do prej navedene soteske, ko prereže Himalajo in odteče v nižinsko področje indijske države Arunachal Pradesh in teče skozi indijsko pokrajino Asam, kjer se razlije po nižavju tudi do 10 km v širino. Od pritoka Dibang dalje se imenuje Brahmaputra. V Bangladešu se v največji delti na svetu (59.570 km²) skupaj z reko Ganges izliva v Bengalski zaliv.
V Bangladešu se Brahmaputri pridruži reka Teesta (ali Tista), eden njenih največjih pritokov. Po sotočju se Brahmaputra razdeli na dva kraka. Zahodni krak z glavnino toka reke teče proti jugu kot Jamuna (Jomuna) in se združi z Gangesom. V tem delu se imenuje Padma (Pôdda). Vzhodni krak, ki je veliko manjši, se imenuje stara Brahmaputra. Ta zavije proti jugovzhodu, kjer se ji blizu Dake pridruži še reka Meghna. Padma in Meghna se stekata v bližini Chandpurja in odtečeta v Bengalski zaliv. Ta zadnji del reke se imenuje Meghna.
V srednjem delu toka pri kraju Ganhati je Brahmaputra široka več kot 1500 m in globoka okoli 24 m. Ker je ledeniškega izvora ima najvišji vodostaj poleti. Za manjše čolne je plovna večji del toka do pristanišča Dibrugarh, to je 1290 km gorvodno od izliva. V spodnjem toku je delno urejena in kanalizirana in služi za namakanje, kljub temu pa v času topljenja snega v Himalaji in v monsunskem obdobju (junij-oktober) pogosto poplavlja. Krčenje gozdov v porečju Brahmaputre povzroča zamuljenje reke, kar še dodatno prispeva k možnostim poplav. Ob tem so ogrožene velike obdelovalne površine in veliko število ljudi.
Je ena redkih rek na svetu za katero je značilen plimni val. Ima velik hidroenergetski potencial.
Reka je pomembna prometna povezava na območju po katerem teče.
V srednjem delu pokrajine Assam teče tudi skozi narodni park Kaziranga. Rečni sistem Surma-Meghna je poznan po tigrih, krokodilih in gozdovih mangrov.

## Simbolika
Večina indijskih in bangladeških rek ima ženska imena, Brahmaputra pa je moško ime, ki v prevodu pomeni "sin Brahme". Zgornji tok reke je bil je dolgo neraziskan. Prvi raziskovalci so se tja podali šele v letih 1884-86. Brahmaputra je zelo pomembna tudi v religioznem smislu, saj izvira blizu svete gore Kailaš v Tibetu. Kar nekaj krajev vzdolž reke ima mitološki pomen, med njimi je samostan Koppa na jezeru Mansarovar eden najbolj obiskanih.

## Poplave
Med spomladansko sezono (junij-oktober) so zelo pogost pojav poplave. Deforestacija v porečju Brahmaputre povzroča zvišanje ravni preplavljanja zaradi zamuljevanja, nenadne poplave in erozijo tal v kritičnih dolvodnih habitatih, kot so Narodni park Kaziranga v srednjem Assamu. Občasne, obilne poplave povzročajo ogromne izgube na posevkih, življenj in premoženja. Periodične poplave so naravni pojav, ki je ekološko pomemben, saj pomaga ohranjati nižinske travnike in povezanost divjih živali. Periodične poplave deponirati tudi svež nanos, obnavljajo plodna tla b dolini Brahmaputre. Tako so poplave, kmetijstvo in kmetijske prakse tesno povezane. Nadzorovanje poplav z ukrepi, ki jih sprejema oddelek za vodne vire in odbor az Brahmaputro, so do zdaj nerešen problem. Nazadnje je bila tretjina otoka Majuli, dežele ob reki, spodkopana. V zadnjem času je bilo predlagano, da se avtocesta zaščiti z betonsko oblogo ob rečnem bregu in zaustavi spodkopavanje rečne struge. Ta projekt, imenovan Restoration Project Brahmaputra, je treba še uresničiti s strani vlade

## Mednarodno sodelovanje
Vode reke Brahmaputra se delijo na Kitajsko, Indijo in Bangladeš. Leta 1990 in 2000 se je ponovila špekulacija o navedbah, da Kitajska gradi jez na Great Bend, z namenom, da preusmeri vode na sever države. To je kitajska vlada zavrnila za mnogo let . Na Katmandujski delavnici Strategic Foresight Group, avgusta 2009, o vodah in varnosti v himalajski regiji, ki je na redkih priložnosti, da se zberejo vodilni hidrologi iz držav bazena, so kitajski znanstveniki trdili, da to ni bilo izvedljivo, da bi Kitajska izvedla tako diverzijo . Vendar pa je 22. aprila 2010 Kitajska potrdila, da je dejansko začela izgradnjo jezu Zangmu na Brahmaputri v Tibetu, vendar je prepričala Indijo, da projekt ne bo imel pomembnega vpliva na tok dolvodno v Indiji. 
Na sestanku znanstvenikov v Daki v letu 2010, je 25 vodilnih strokovnjakov iz držav bazena izdalo Deklaracijo o varnosti voda , ki poziva k izmenjavi informacij v obdobjih nizkih pretokov in druga mnenja o sodelovanju. Čeprav Konvencija ZN o čezmejnih vodah iz leta 1997 ne preprečuje, da katera koli od država bazena zgradi jez, običajno zakonodaja ponuja olajšave za nižje ležeče države. Prav tako obstaja potencial za Kitajsko, Indijo in Bangladeš, da razvijejo hidroenergetske projekte in plovnost čezmejnih voda.

## Zgodovina
Zgodnja poročila pišejo o imenu reke kot Dyardanes . V preteklosti je bil potek spodnjega toka Brahmaputre drugačna in je tekla skozi okrožja Jamalpur in Mymensingh. Nekaj vode še vedno teče skoznje, seveda se zdaj imenuje Stara Brahmaputra, kot odvodnik glavnega kanala.
Vprašanje o sistemu reke v Bangladešu je, kdaj in zakaj je Brahmaputra spremenila svoj glavni tok pri mestu Jamuna in nastanek "Stare Brahmaputre", kar je mogoče videti s primerjavo sodobnih in zgodovinskih zemljevidov pred letom 1800.  Brahmaputra je verjetno tekla neposredno na jug ob sedanjem glavnem kanalu večino časa, gotovo od zadnjega ledenodobnega maksimuma, in se premikala med dvema tokovoma večkrat v holocenu. 
Ena ideja o najnovejši avulziji je, da je sprememba glavnega toka Brahmaputre nastala nenadoma leta 1787, leto težkega poplavljanja reke Tista. Znano je, da je bila Tista vedno tavala, včasih se je stekala v Ganges, včasih pa se je proti zahodu premaknila z vrhunsko močjo in se stekala v Brahmaputro.
V sredini 18. stoletja, vsaj trije pošteno veliki tokovi tekli med Rajshahi in Dako in sicer  Daokoba, rečni rokav Tiste, Monash ali Konai in Salangi. Tudi pomembni reki sta bili Lahajang in Elengjany. V Renaultovem času je Brahmaputra, kot prvi korak k zagotavljanju bolj neposredne smeri proti morju ko je zapustila džunglo Mahdupur na vzhodu, začela pošiljati precejšnjo količino vode navzdol v Jinai ali Jabuno iz Jamalpurja v Monash in Salangi. Te reke so se postopno zlile in selile na zahod, dokler niso srečale Daokobe, ki je kazala enako hitro tendenco spremembe proti vzhodu. Spoj teh rek dal Brahmaputri smer svoje neizmerne moči in reke na desno in levo zamuljeval. V Renaultovem altasu se  spominja reko Jessore, ki je usahnila, ko je sto ustij Gangesa prerezal njen nov kanal, da bi se pridruži reki Meghna na jugu okrožja Munshiganja.
Leta 1809 je Buchanan Hamilton zapisal, da e bil nov kanal med Bhawanipur in Dewanranj "komaj slabša mogočna reka, in grozi, da bo odplavila vmesne države". Leta 1830 je bil star kanal zmanjšan na njegovo sedanjo nepomembno velikost. Včasih je bila reka plovna skozi vse leto in ne šele v času deževja, vse od Jamalpurja dalje..
Že leta 1830 se je ponovno začel postopek čiščenja, ko je nastajala nova postelja. Poizvedovanja so pokazala na mnoge nove formacije na mestu trajno naseljenih vasi, ki so bile odplavljene pri spremembi toka Jamuna in Daokobe. Proces se nadaljuje in Buchanan Hamilton pripominja, da to velja posebej za vasi v Bengaliji. Pravi da sprememba v položaju vasi 4 ali 5 milj povzroča malo neprijetnosti in velja ne več kot običajna nezgoda, ki vpliva na ljudi brez posledic. Tudi bogati nikoli niso gradili zgradb trajne narave.

## Druga uporaba
BrahMos projektil, ki je projektil kratkega dosega nadzvočne hitrosti, ki se lahko izstreli iz podmornice, ladje, letala ali zemljišča, je poimenovan z imenom nastalim iz imen dveh rek,  Brahmaputra in Moskva. To je skupen projekt med NPO Mashinostroeyenia iz Ruske federacije in indijske Defence Research and Development Organisation (DRDO), ki sta skupaj ustvarila BrahMos Aerospace Private Limited. Temelji na ruskem P-800 Oniks izstrelku in drugih podobnih ruskih tehnologijah balističnih raket.